# Buniewcy

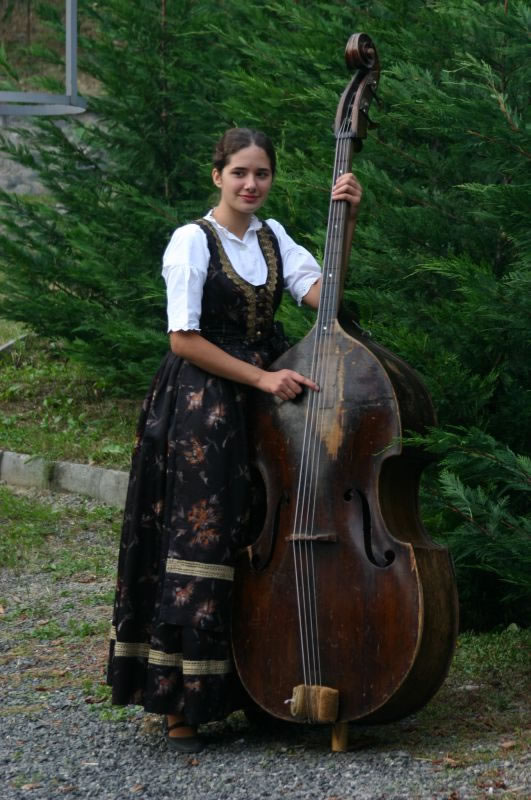
Buniewcanka w regionalnym stroju

Buniewcy – południowosłowiańska grupa etniczna, pochodząca z regionu Gór Dynarskich (Dalmacja i wschodnia Hercegowina), w dzisiejszych czasach zamieszkująca głównie Baczkę, region położony w północnej Serbii (część Wojwodiny) i południową część Węgier (Komitat Bács-Kiskun, dokładnie powiat Baja). Społeczność ta stanowi część współczesnej historii i w odniesieniu do grupy etnicznej utożsamia się głównie z Chorwatami lub całkiem odrębną grupą etniczną Buniewców. Buniewcy zamieszkują także współczesną Likę, zachodnią Hercegowinę, jak również Dalmację (rejon Gór Dynarskich), skąd w rzeczywistości pochodzą, ale nie są zarejestrowani jako grupa etniczna. Buniewcy są katolikami.

## Etymologia
Istnieje kilka wyjaśnień pochodzenia nazwy Buniewców, jednak żadna z nich nie została ostatecznie zatwierdzona.
Najbardziej powszechna teoria głosi, iż nazwa wywodzi się od rzeki Bana, która przepływa przez środkową Hercegowinę. Obszar ten prawdopodobnie był zamieszkiwany przez Buniewców przed rozpoczęciem okresu migracji. Etymologia ta została zaproponowana przez Marijana Lanosovicia i poparta przez Vuka Karadžicia, Rudolfa Horvata, Ivana Ivanicia, Ivana Antonovicia, Istvána Iványego i Mija Mandicia.
Najbardziej wiarygodne wyjaśnienie oparte jest na założeniu nadawania nazw populacji od nazwy terenu, wokół którego zamieszkiwała dana grupa etniczna. Byłoby to zgodne z innym subetonimem, takim jak Šijaci, Szokaci itp. Inną cechą tej nazwy jest to, że była traktowana jako coś wymawianego niewyraźnie. Tę teorię poparli Ivan Kukuljević, Antun Zorica, Đuro Popović, Vaso Glušac, Ivo Milić i Jovan Erdeljanović. W swojej klasycznej rozprawie „O pochodzeniu Buniewców” (O poreklu Bunjevaca, Belgrad, 1930 rok) etnograf Jovan Kukuljević stwierdził, że nazwa została nadana przez populację ortodoksyjnych Serbów, którzy używali czasownika bunjati, gdy ktoś wyrażał się w sposób niezrozumiały (porównaj z często używanym czasownikiem buncati, który ma to samo znaczenie). Czasownik ten odnosi się nie tylko do populacji Buniewców, ale także do katolickiego księdza, który odprawiał mszę w języku łacińskim, w przeciwieństwie do ortodoksyjnego kapłana, który posługiwał się językiem serbskim. Należy wspomnieć, że nazwa nie kojarzy się już negatywnie i nie jest uznawana za obraźliwą.
Inne wyjaśnienie podaje, że nazwa pochodzi od słowa „bunja” – rodzaj okrągłego domu. Teoria ta została zaproponowana przez Bogoslava Kosovića. Jednakże taki rodzaj domu jest bardzo rzadko spotykany i nie jest dobrze znany w głębi Dalmacji lub Hercegowiny; większość Buniewców w tym rejonie nigdy nie mieszkała w tego typu domach.

## Historia

### Do XIX wieku

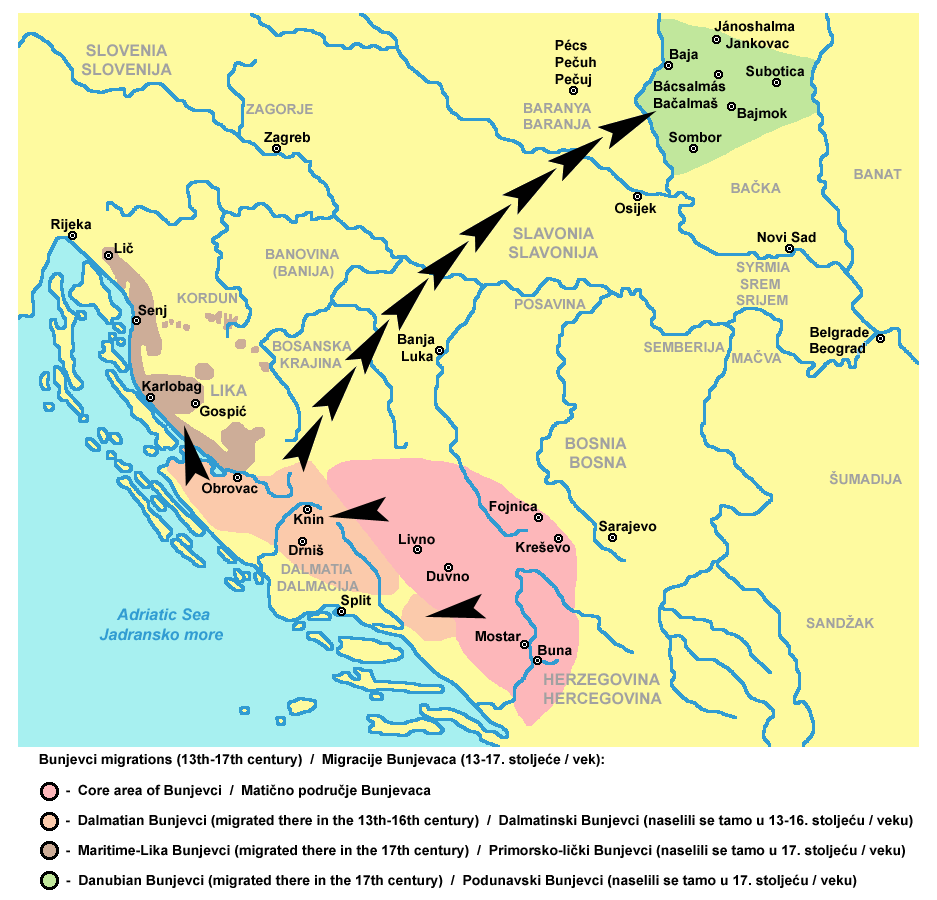
Migracje Buniewców

Zgodnie z jedną z teorii Buniewcy osiedlili się w mieście Subotica i jego okolicach w 1526 roku. Inna teoria głosi, że emigrowali oni z Dalmacji do Baczki i zachodniej Hercegowiny w kilku grupach prowadzonych przez francuskich mnichów, aby służyć jako najemnicy przeciwko najeźdźcom tureckim w 1682 i 1686 roku (kiedy uznano ich populację za największą) i w 1687 roku.
W 1788 roku w Austrii został przeprowadzony pierwszy spis ludności, w którym Buniewcy zostali określeni jako Ilirowie, a ich język iliryjskim. W Suboticy zostało zanotowanych 17 043 Ilirów. W 1850 roku w spisie ludności zostali oni umieszczeni jako mieszkańcy Dalmacji, a ich liczebność oszacowano na 13 894 osoby. Pomimo tego sami określali się Buniewcami. W austro-węgierskich spisach ludności z lat 1869–1910 zostali policzeni jako Buniewcy. W spisie ludności z 1890 roku nazywano „bunyevácok” lub „dalmátok”.
W 1880 roku władze Austro-Węgier zanotowały w sumie 26 637 Buniewców zamieszkujących region Suboticy, a w roku 1982 – 31 824.

### XX w. (do rozpadu Jugosławii)
W 1910 roku, gdy dokonano rejestru mieszkańców Suboticy, okazało się, że 33 390 (czyli 35,29%) mieszkańców Suboticy stanowią „inni”, głównie Buniewcy. W 1921 roku Buniewcy zostali zarejestrowani jako osoby narodowości serbsko-chorwackiej przez serbsko-chorwacko-słoweńskie władze królewskie. Władze miejskie oszacowały, że 66,73% populacji Suboticy stanowi ludność serbsko-chorwacka (60 699). Rzekomo Buniewcy stanowią 49,47% populacji (44 999). W 1931 roku, gdy władze królewskie Jugosławii dokonały spisu ludności, okazało się, że 44,29% populacji Suboticy (43 832) to ludność buniewska.

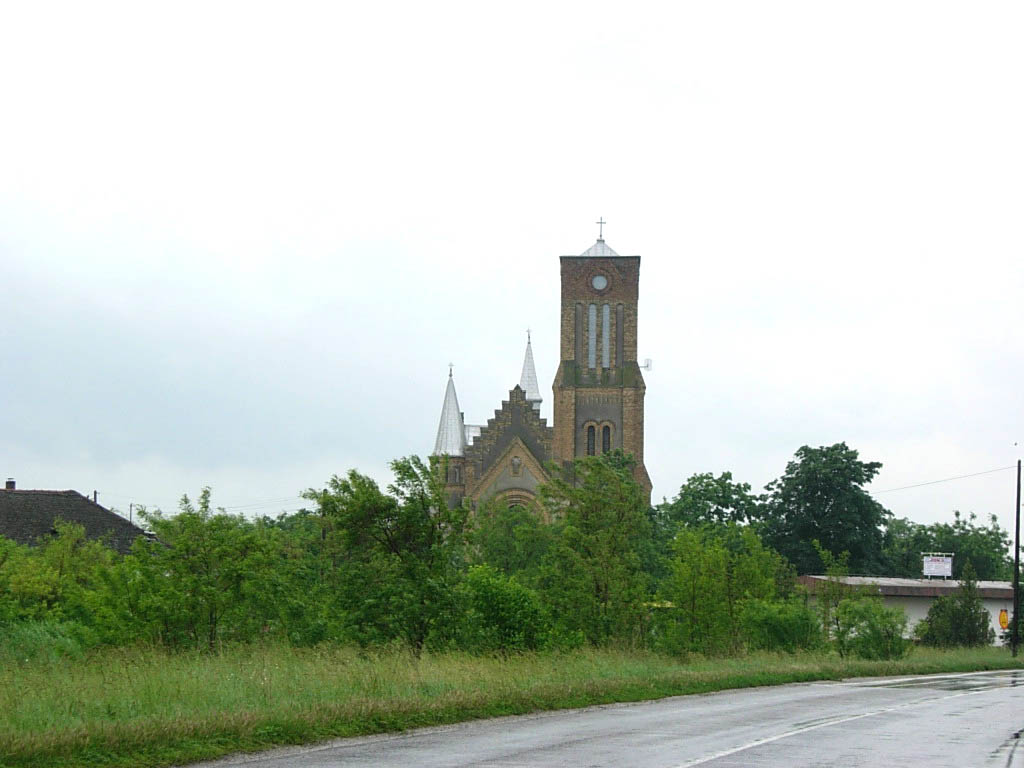
Kościół katolicki w Starim Žedniku

XIX wiek to czas powszechnego rozkwitu nacjonalizmu. Również w Chorwacji występuje okres rozkwitu nacjonalizmu romantycznego. Chęć walki o tożsamość narodową Chorwatów rozbudziła się wśród części Buniewców i rozwinęła w pełni na początku XX wieku. Szacuje się, że dziesiątki tysięcy ludności buniewickiej zostały zasymilowane przez władze węgierskie. Jednakże silne poczucie własnej odrębności przetrwało wśród większości duchowieństwa Buniewców. Szczególnie zasłynął biskup Suboticy Ivan Antunović (1815–1888), który popierał przynależność ludności buniewickiej i Šokci do Chorwacji.
W 1880 roku powstała Bunjevačka stranka, rdzenna partia polityczna Buniewców. Wówczas ludność podzieliła się na dwa obozy: na tych, którzy zapewniali, że są Chorwatami, oraz na tych, którzy pragnęli być traktowani jako niezależna grupa etniczna.
W październiku 1918 roku odbyła się konwencja krajowa w Suboticy, na której postanowiono oddzielić Wojwodinę od Węgier i przyłączyć do Serbii. Decyzja ta została potwierdzona podczas obrad Wielkiego Zgromadzenia Narodowego Serbów, Buniewców i innych Słowian w Nowym Sadzie, które również ogłosiło zjednoczenie z Królestwem Serbii w listopadzie 1918 roku. Od 1918 roku Buniewcy przedstawiali się jako ludność odrębnej narodowości.
Natomiast 10 listopada 1918 roku podczas posiedzenia Rady Buniewicko-Serbskiej, ksiądz i polityk, Blaško Rajić, oznajmił, że Serbowie i Buniewcy stanowią jeden naród. Późniejsze utworzenie Królestwo Serbów, Chorwatów i Słoweńców (Królestwo Jugosławii od 1929 roku) spowodowało imigrację ludności buniewickiej z rejonów Baczki do kraju zamieszkanego już przez Chorwatów (których część pozostała na Węgrzech).

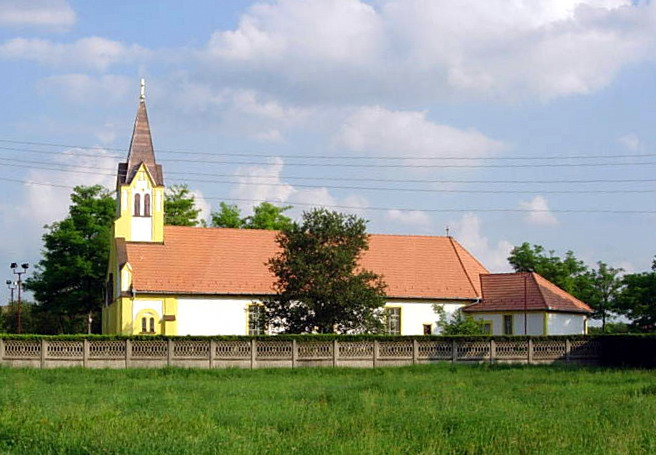
Kościół katolicki w Bikovie

W 1920 roku powstała partia Bunjevačko-šokačka stranka (Buniewicko–Šokacka). Wybory z 1925 roku wykazały, że większość wyborców partii Buniewicko-Šokackiej pochodziła z narodowości chorwackiej zamieszkującej regiony Baczki: Buniewcy i Šokci. W 2006 roku przypadła tysięczna rocznica założenia Królestwa Chorwacji i była ona hucznie świętowana przez partię B-Š, która w celu jej upamiętnienia wywiesiła na murach głównej kwatery wojskowej tablicę pamiątkową z napisem: Spomen ploča prigodom 1000 godišnjice Hrvatskog Kraljevstva 925 – 1925. postaviše: Bunjevački Hrvat.
Partia Bunjevac-Šokac, na czele której stał Stjepan Radić, oraz Chorwacka Partia Ludowa (HSS) reprezentowały podobne poglądy, więc członkowie B-Š przeszli na stronę HSS w 1926 roku. Później Rajić również odszedł z partii B-Š i zbliżył się do poglądów HSS.
Po zakończeniu II wojny światowej generał partyzantki, Božidar Maslarić, przemówił na posiedzeniu Rady Narodowej w Somborze i Suboticy 6 listopada 1944 roku. Generał Ivan Rukavina wygłosił przemówienie w imieniu jugosłowiańskiej partii komunistycznej w święta Bożego Narodzenia w Tavankucie na temat losu Buniewców pochodzenia chorwackiego. Po 1945 roku w Socjalistycznej Federalnej Republice Jugosławii w narodowym spisie z 1948 roku Buniewcom ani Šokci nie nadano statusu odrębnych narodowości, a zakwalifikowano ich jako narodowość chorwacką. Komunistyczny rząd Jugosławii (w wyniku stuletnich starań Kościoła katolickiego reprezentującego interesy ludności buniewckiej oraz Šokci w oparciu o silną świadomość narodową Chorwatów) zaliczył Buniewców oraz Šokci do narodowości chorwackiej.
8 maja 1945 roku Tito stwierdził: Uzimamo naprimjer Vojvodinu. Mi gradimo jedinstvo i bratstvo, ali srpski šovinisti u Vojvodini neće da priznaju Hrvatu da je Hrvat, već ga zovu Bunjevac („Powinniśmy wzorować się na Wojwodinie. Chcemy zbudować braterstwo i jedność, ale szowiniści serbscy zamieszkujący Wojwodinę nie nazywają Chorwatów Chorwatami. Zamiast tego, uważają Chorwatów za ludność buniewicką.”).
W szkołach buniewickich w Wojwodinie nauczano języka serbskiego zamiast chorwackiego. Zwolennicy odrębnej przynależności etnicznej ludności buniewckiej uważają ten okres ingerencji w ich tożsamość za wyjątkowo mroczny. Inni zaś są przekonani, że asymilacja z Serbami nie przyniosła pozytywnych efektów, np. w postaci zachowania odrębnego języka. Spisy statystyczne z 1953 oraz z 1961 roku zaliczają ludność Buniewicką do narodowości chorwackiej. Na życzenie ludności zamieszkałej w Suboticy w spisie statystycznym z 1971 roku zakwalifikowano ludność buniewicką jako osobną nację. W spisie statystycznym ludności miejskiej przyznano Buniewcom status samodzielnej grupy. Na liście widnieje 14 892 Buniewców (10,15% populacji Suboticy). Władze federalne prowincji oficjalnie zaliczają Buniewców oraz Šokci do narodu chorwackiego. W 1981 roku Buniewcy zgłosili ponowną prośbę o wyodrębnienie, w wyniku tego liczba Buniewców spadła do 8895 (5,7% populacji Suboticy).

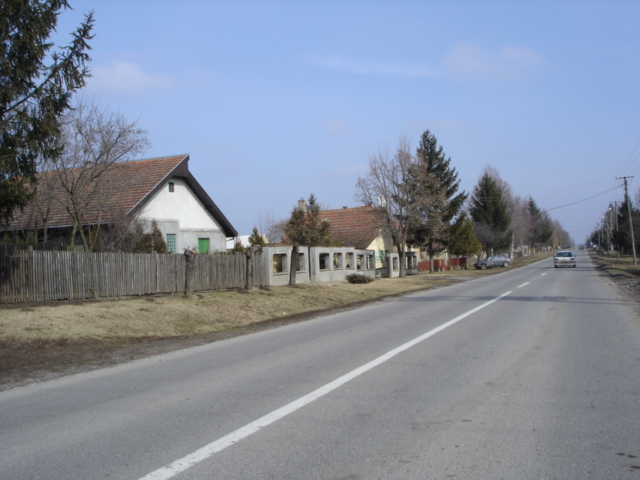
Część ulicy buniewckiej wsi Mala Bosna

### Historia najnowsza
Gdy w 1990 roku nastąpił rozpad Jugosławii, powrócił pomysł stworzenia oddzielnej narodowości buniewickiej, który wyszedł od przedstawicieli serbskich nacjonalistów przynależących do rządu Slobodana Miloševicia. Przedstawiciele ci w statystykach ukryli obecność Chorwatów na terytorium Serbii, co wpłynęło na większe zainteresowanie tym pomysłem i poparcie go. Dlatego też w 1990 roku, narodowość Buniewców została oficjalnie uznana za grupę mniejszościową w Serbii. Od rozpadu Jugosławii do czasu upadku Slobodana Miloševicia, Serbia oficjalnie zaprzeczała, że w ich kraju zamieszkuje społeczeństwo chorwackie, mimo że przedwojenne statystyki pokazywały obecność ponad 100 tysięcy Chorwatów.
Jednak społeczeństwo było podzielone w sprawie dotyczącej nazwy: w spisie statystycznym z 1991 roku, który badał przynależność etniczną, 21 434 mieszkańców Wojwodiny zdeklarowało, iż przynależą do grupy Buniewców (w tym 17 527 mieszkańców pochodziło z Suboticy), natomiast 74 808 mieszkańców tego regionu zdeklarowało przynależność do grupy chorwackiej; w spisie statystycznym z 2002 roku 19 766 mieszkańców Wojwodiny to osoby przynależące do grupy etnicznej buniewickiej (z czego 16 254, czyli 10,95%, to mieszkańcy Suboticy), a 56 546 to Chorwaci.
Należy wziąć pod uwagę, że nie wszyscy Chorwaci w Wojwodinie mają korzenie buniewickie; kolejną grupą są Šokci. Wielu Chorwatów z obu tych grup, by uniknąć presji i problemów związanych z pracą, jak i życiem publicznym, zdeklarowało przynależność do Jugosłowian.
W 1991 roku region Suboticy zamieszkiwało 17 439 Buniewców i 16 369 Chorwatów. Oryginalnie wieś Donji Tavankut była zamieszkiwana przez 989 Buniewców, 877 Chorwatów i 600 Jugosłowian. Powstanie społeczności jugosłowiańskiej było reakcją na dwuznaczność i presję wywieraną na narodowości, które istniały w tamtym okresie. Ankieta przeprowadzona przez zarząd lokalny Suboticy w 1996 roku wykazała, że w społeczności tego regionu wiele osób, które zdeklarowały się jako Chorwaci, uważała siebie za Buniewców, a część tych, którzy postrzegali siebie jako społeczność buniewicką, uważają, iż przynależą do większej nacji chorwackiej. Po przeprowadzeniu tej ankiety okazało się również, że różnica pomiędzy grupami prochorwacką i probuniewicką, odpowiada różnicy między osobami, które wówczas popierały panujący reżim w Serbii, przeciwny nadawaniu specjalnych praw mniejszościom narodowym a tymi, którym ówczesny rząd nie odpowiadał, ponieważ były dla nich ważne sprawy mniejszości i powiązania z ich rodzinnym krajem.
W spisie powszechnym z 2002 roku w Serbii przynależność etniczną „Buniewacy” zadeklarowało 20 012 osób.
Obecnie dwie najważniejsze społeczności (jedna opowiadająca się za autonomią Buniewców i druga prochorwacka), zaliczają się do Buniewców, mimo że każda z nich w różnoraki sposób interpretuje ten termin.
Na początku 2005 roku rząd Wojwodiny uznał język buniewicki (dialekt sztokawsko-ikawski), jak i elementy kultury buniewickiej za oficjalne w szkołach, co przyczyniło się do ponownego wzbudzenia zainteresowania ową mniejszością. Chorwaccy Buniewcy byli przeciwni tym zmianom, ponieważ uważali je za próbę powiększenia przepaści, jaka dzieliła dwie buniewickie społeczności. Niewykluczone, że w szkołach może zaistnieć sytuacja, gdy będzie nauczany ten sam dialekt, ale jako dwa różne przedmioty. Jeden z nich nosiłby nazwę bunjevački jezik, a drugi hrvatski jezik w zależności od tego, który wybiorą rodzice.
Na Węgrzech Buniewcy nie są uznawani za samodzielną mniejszość narodową, według rządu przynależą oni do mniejszości chorwackiej. W kwietniu 2006 Buniewcy zaczęli zbierać podpisy, by zarejestrować się jako oddzielna grupa mniejszościowa. W celu wpisania do rejestru grupy mniejszościowej na Węgrzech należy zebrać 1000 ważnych podpisów osób osiadłych na węgierskim terytorium przez szereg pokoleń. Grupa mniejszościowa ma 60 dni na złożenie wniosku z zebranymi podpisami. Buniewcy przed końcem tego okresu zabrali 2000 głosów, z czego 1700 zostało uznanych za ważne przez ogólnokrajową komisję wyborczą. Parlament w Budapeszcie do 9 stycznia 2007 musiał zadecydować czy przyjąć wniosek. Od czasu gdy został przyjęty projekt ustawy o mniejszościach narodowych w 1992 roku, żadna z podobnych inicjatyw nie dotarła tak daleko. 18 grudnia Zgromadzenie Narodowe nie poparło inicjatywy (334 głosy były na nie i tylko 18 na tak). Decyzja została podjęta na podstawie badań Węgierskiej Akademii Nauk, która zaprzeczyła, iż istnieje odrębna mniejszość buniewicka (stwierdzono, że grupa Buniewców jest podgrupą chorwacką). Przywódcy opozycji mniejszości chorwackiej również przyczynili się do wyniku głosowania.
Mirko Bajić, przewodniczący Demokratycznej Partii Ludowej Wojwodiny, otrzymał mandat od Narodowej Rady Buniewickiej, by reprezentować mniejszość buniewicką na liście wyborczej Partii Demokratycznej (Serbii) w wyborach parlamentarnych, które odbyły się 21 stycznia 2007 roku w Serbii.

## Buniewickieosady
Wsie w Serbii z większością buniewicką:
- Ljutovo
- Bikovo
- Gornji Tavankut
- Donji Tavankut
- Đurđin
- Mala Bosna
- Stari Žednik

Wszystkie powyższe wsie są położone w gminie Subotica. Według spisu ludności z 2002 roku ludność buniewicka w tych wsiach była podzielona ze względu na jej tożsamość etniczną. Część ludności zadeklarowało się jako Buniewcy, a pozostali jako Chorwaci. Jednakże tylko we wsi Ljutovo liczba Buniewców przewyższa liczbę Chorwatów.
Buniewcy zamieszkują również północną i zachodnią Baczkę, gdzie nie stanowią większości populacji. Największe skupiska Buniewców na terenie Serbii znajdują się w mieście Subotica (10 870), gdzie mieszczą się ich ośrodki kulturowe i polityczne. Duża liczba ludności buniewickiej znajduje się na terenie miast Sombor (2222) oraz Bajmok (1266).
Węgry
Miasta i wsie na terenie Węgier z dużą liczbą Buniewców (w nawiasach znajdują się nazwy używane przez Chorwatów)
- Baja (263 z 37 916)
- Gara (201 z 2683)
- Katymár (Kaćmar) (136 z 2359)

Wsie częściowo zasiedlone przez Buniewców w przeszłości (dziś mniej niż 70 osób)
- Csávoly (Čavolj)
- Felsőszentiván (Gornji Sveti Ivan, Gornji Sentivan)
- Bácsalmás (Aljmaš)
- Csikéria (Čikerija)
- Bácsbokod (Bikić)
- Mátételke (Matević)
- Vaskút (Baškut, Vaškut)

## Kultura
Tradycyjnie ludność buniewicka kojarzona jest z uprawą ziemi i rolnictwem. Duże, przeważnie odizolowane gospodarstwa w północnej Baczce są nazywane salaši; większość ich zwyczajów opiera się na kulcie ziemi. Najważniejsze święta Buniewców (poza Bożym Narodzeniem i weselami) to:
| Dužijanca – obchody związane z zakończeniem okresu żniw. Jest to najbardziej znana uroczystość, która przyciąga wielu turystów. Składa się z kilku etapów, które odbywają się w regionach zamieszkiwanych przez Buniewców (Bajmok, Tavankut, Subotnica). Podczas święta Dužijanca odprawiana jest msza poświęcona żniwom, po której odbywa się procesja, a następnie organizowane są występy i koncerty buniewieckich zespołów muzycznych. |
| Krsno ime – święto patrona rodziny |
| Kralijice – rytualne pochody z okazji Zielonych Świątek |
| Divan – spotkania młodych chłopców i dziewczynek, podczas których odbywają się śpiewy i tańce. Rodzice nie brali udziału w tych uroczystościach. To święto zostało zakazane w połowie XIX wieku. |

Bunjevačke novine (Gazeta bunjewcka) publikowana w Suboticy, jest najpopularniejszą gazetą pisaną w języku buniewieckim.

## Buniewcy
- Zvonko Bogdan – jest najbardziej znanym buniewickim piosenkarzem. Piosenki, które wykonuje (zarówno własne, jak i ludowe pieśni) rozsławiły kulturę i tradycje buniewickie w Serbii oraz byłej Jugosławii
- Blasko Rajić – był chorwackim patriotą, który żył na przełomie XIX i XX wieku. Brał udział w konferencji pokojowej po I wojnie światowej.
- Blagoje Malagurski – deputowany prezydenta na Powszechne Zgromadzenie Serbów, Buniewców i innych Słowian z Banat, Baczki i Baranya w 1918.

Naukowcy:
- Gaja Alaga – chorwacki naukowiec, specjalizował się w fizyce jądrowej.

Pisarze
- Ivan Antunović
- Aleksa Kokić
- Ante Evetović-Miroljub
- Matija Poljaković
- Ivan Kujundžić
- Ive Prćić
- Antun Gustav Matoš
- Mijo Mandić (1857–1945)
- Josip Buljovčić
- Balint Vujkov
- Petar Šarčević (1935–2001)
- Petko Vojnić Purčar
- Ante Sekulić
- Vojislav Sekelj
- Tomislav Žigmanov

Politycy:
- Ante Starčević
- Ivan Antunović
- Ambrozije Šarčević
- Pajo Kujundžić
- Blaško Rajić
- Josip Andrić
- Josip Đido Vuković

Inni
- Ban Josip Jelaćić
- Ivan Sarić – lotnik i atleta.

| Liczba ludności:                             | nieznana, w Serbii część z nich deklaruje się jako członkowie odrębnej narodowości Buniewców, część jako Chorwaci, a niektórzy są zarejestrowani jako Jugosłowianie lub Węgrzy; w Chorwacji, jak również w Bośni i Hercegowinie większość z nich deklaruje swoją narodowość jako chorwacką, podczas gdy na Węgrzech niektórzy z nich deklarują się jako Chorwaci, a niektórzy jako Buniewcy. |
| Liczba ludności na poszczególnych obszarach: | Serbia – 20012 (spis ludności z 2002 roku); Węgry – około 1500 (spis ludności z 2001 roku) |
| Języki:                                      | posługują się językiem buniewickim, a inni mówią po serbsku lub chorwacku). |
| Religie:                                     | rzymskokatolicka, chrześcijańska |
| Pokrewne grupy etniczne:                     | Słowianie, Słowianie południowi |